# 埼玉県民の日フリー乗車券 (東武鉄道)

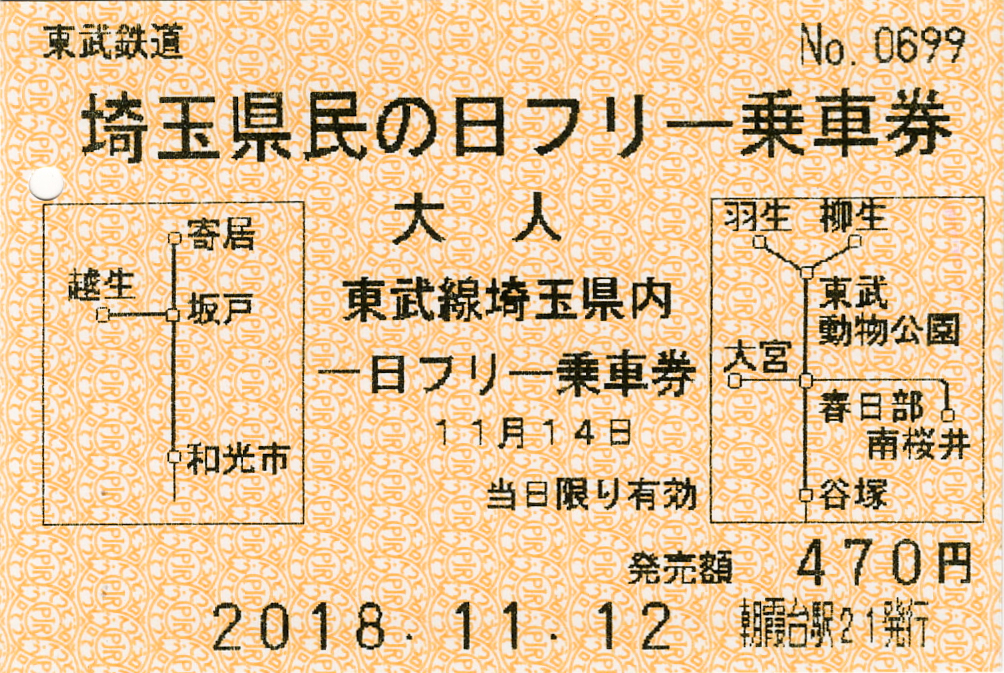
埼玉県民の日フリー乗車券 (東武鉄道)

埼玉県民の日フリー乗車券（さいたまけんみんのひフリーじょうしゃけん）は、東武鉄道が発売している周遊券である。毎年、埼玉県民の日である11月14日のみ利用できる。

## 概要
本線・東上線全線で埼玉県内の駅であれば乗り降り自由の乗車券である。
- 本線・東上線の埼玉県内の駅は下記の通り。
  - 伊勢崎線 … 谷塚 - 羽生間（谷塚 - 東武動物公園間は東武スカイツリーライン）
  - 日光線 … 東武動物公園 - 柳生間
  - 野田線 … 大宮 - 南桜井間（東武アーバンパークライン）
  - 東上線 … 和光市 - 寄居間
  - 越生線 … 坂戸 - 越生間（全区間）
- ただし、本線系統と東上線系統を結んでいる南越谷（新越谷） - 北朝霞（朝霞台）間（JR武蔵野線）、大宮 - 川越間（JR川越線）や羽生 - 寄居間（秩父鉄道秩父本線）などを利用する際には別途乗車券・交通系ICカードが必要である。

### 東武鉄道以外の埼玉県民の日フリー乗車券

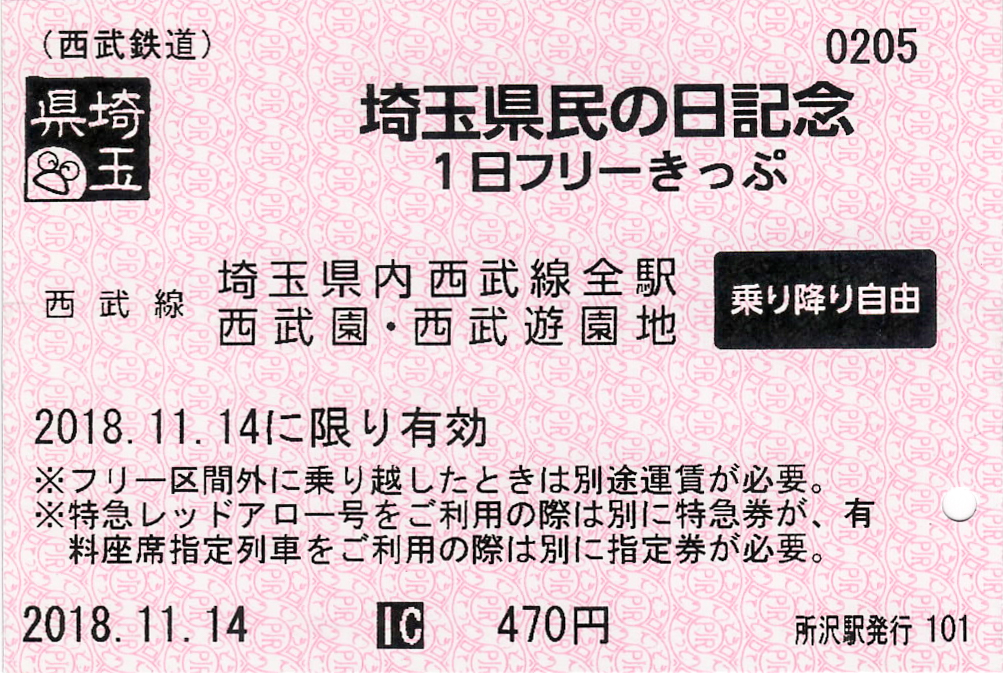
西武鉄道　埼玉県民の日記念1日フリーきっぷ（窓口発売のみだった2018年分）

埼玉県内を通る鉄道会社のうち、JR東日本と東京メトロを除く各社（西武鉄道、秩父鉄道、埼玉新都市交通、埼玉高速鉄道、首都圏新都市鉄道）からも同日、県民の日フリー乗車券を発売している。
西武鉄道は西武園ゆうえんちの来園者への便宜として多摩湖駅（旧・西武遊園地駅）、西武園駅での乗降が出来る。2021年に西武園ゆうえんちのリニューアルにより最寄駅が西武園ゆうえんち駅（旧・遊園地西駅）に統一されたが、両駅のフリー乗車券での乗降の取り扱いは継続された。従来は11月1日より前売りされ、14日まで使用日を指定して前売り購入が可能としていたが、発売形態・有効日は2020年以降毎年変更されており、2020年より11月1日からの前売りと同時に15日まで購入当日しか使用を認めなくなり2021年に関しては前売り自体を廃止し、13日と14日のみの発売へ大幅縮小された。その代わりとして、2020年からは券売機の更新が全駅完了したことに伴い、窓口のみだった購入から券売機でも購入可能とした。この大幅縮小の背景には2020年の新型コロナウイルスによる収入減の影響による印字紙コストを抑えたい思惑があるためとしている。
埼玉高速鉄道と首都圏新都市鉄道は全線有効のフリー乗車券とし、埼玉新都市交通は県民の日に実施していた車両基地の公開イベントを2016年から11月の第2日曜日に開催日を変更した事に合わせて開催日を有効日にしているが、2019年（11月10日）は延期による「祝賀御列の儀」の実施日と重なるため、イベントが翌週（11月17日）に変更されたことで県民の日当日に発売された。秩父鉄道と埼玉新都市交通は、通常発売されている一日乗車券より格安で発売されるが、埼玉高速鉄道は通常発売されている一日乗車券と同一である。
かつてはJR東日本も発売（国鉄時代の1983年に発売を開始して、翌年から埼玉県内を通る他の鉄道会社も発売を開始した）していたが、Suicaの利用促進を進めるために2006年を最後に発売を終了した。

## 有効期間
毎年11月14日限り有効（数日前から発売している）。

## 発売箇所
- 伊勢崎線 … 浅草駅 - 羽生駅間（押上駅を除く）
- 日光線 … 杉戸高野台駅 - 柳生駅間
- 野田線 … 大宮駅～南桜井駅間
- 亀戸線 … 各駅
- 東上線 … 各駅（みなみ寄居駅、寄居駅を除く）
- 越生線 … 各駅

以上の駅事務室にて発売。
（押上駅は東京メトロ、寄居駅は秩父鉄道にそれぞれ駅業務を委託している為、発売していない。）
- 浅草駅旅行センターにて発売。

## その他
11月14日は東武鉄道の関連施設である東武動物公園では、「埼玉県民の日優待Day」として埼玉県内に在住・在学の証明書（学生証等）の提示で、高校生以下（3歳以上）のアトラクションパス（アトラクション乗り放題）が割引となる（入園料は通常通り）。かつては、大学生以下の入園料が無料となっていた。